# Isla Uzi
La isla Uzi es una isla en el sur de Zanzíbar, en Tanzania conectada por una calzada a la isla principal de Unguja. Se encuentra inmediatamente al sur de las ruinas Unguja Ukuude. La isla alberga la pequeña ciudad de Uzi, y tiene seis kilómetros de longitud, por lo que es la segunda más grande de las islas más pequeñas que rodean Unguja (después de Tumbatu en el norte).